# Jarinu
Jarinu é um município brasileiro do estado de São Paulo, com 207,67 km² e uma população estimada em 30 044 habitantes, conforme dados do IBGE de 2019. Pertence à Região Metropolitana de Jundiaí.

## História
Segundo alguns historiadores, o bandeirante Garcia Rodrigues Velho Filho foi o responsável por realizar as expedições conquistadoras que desbravaram as terras da sesmaria de Cahajossara no ano de 1637-1639. A partir dos documentos testamentários (1652)  do bandeirante Antônio Pedroso de Barros deparamo-nos com o primeiro registro do estabelecimento colonizador português na região. Atualmente a localidade da terra de Cahajossara corresponde a muitos bairros do município de Atibaia e a totalidade do município de Jarinu.
```
De acordo com a História oral presente entre a população do bairro do Maracanã (Jarinu), os bandeirantes teriam batizado um grupo étnico-cultural indígena justamente com o nome de Maracanã, devido à grande abundância da ave Primolius maracana na região.
```

Família Alvarenga 
```
A história da família Alvarenga de Jarinu-SP. uma cidade localizada no estado de São Paulo, é rica em tradições e legados. A cidade, que se destaca pela sua beleza natural e pela tranquilidade do interior, aqui se destaca a família Alvarenga uma das fundadoras da cidade de jarinu. 
```

Os Alvarenga têm raízes indígenas e iniciaram sua descendência por volta do século XVII com os familiares do indio Inácio Antônio de Alvarenga  e Maria Ferreira, ele tupi-guarani e ela tupinambá, eram donos de terras e possuiam uma fazenda com 484 hectares de extensão que fazia divisa com alguns bairros e outras fazendas da região, jarinu ainda era campo largo de Atibaia  nessa época e a família acompanhou a emancipação política da cidade auxiliando assim no desenvolvimento econômicoe cultural da cidade, o casal teve o herdeiro de toda a riqueza, João Antônio de Alvarenga que desde menino começou a cuidar das terras com seu pai, João  cresceu e casou-se com Elidia Francisca de Jesus ambos tiveram três filhos: José de Alvarenga, Rosário de Alvarenga e Jacinta de Alvarenga, João negociou muita terra e isso diminuiu  a fazenda da família ele faleceu novo com apenas 45 anos já Elidia tempos depois. Apenas  Rosário segiu com a descendência casando-se com a Italiana Maria vitalina Candeu  e sendo pai de doze filhos sete ainda vivos, Rosário herdou não só terras mas todo o conhecimento obtido por seus antepassados, muitas famílias tradicionais de jarinu seguiram pelo ramo agrário contribuindo para a agricultura local, a família Alvarenga não é exceção. Ao longo das gerações, eles se envolveram na agricultura, ajudando a moldar a cultura local e contribuindo para a economia, Rosário e família eram produtores de uva e hortaliças , as uvas eram vendidas para o Sr. Alcides Biasini que fazia parte de outra família tradicional jarinuense.
os filhos do casal foram crescendo em meio a lavoura adquirindo o conhecimento dos pais depois de grandes casaram-se e tiveram muitos filhos que ainda residem em jarinu.
```
Algumas pessoas dessa família se destacaram na cidade e receberam nomeação em algumas ruas como por exemplo a rua Rosário De Alvarenga, Maria vitalina de Alvarenga e José de Alvarenga sobrinho.
```

Em 1786, o alferes Lourenço Franco da Rocha (segundo filho de Francisco da Silveira Franco, o segundo capitão-mor de Atibaia) é denominado capitão do bairro de Campo Largo da vila de São João Batista de Atibaia. Não temos uma documentação precisa sobre a criação do bairro de Campo Largo (Jarinu), mas no censo realizado na freguesia de São João Batista de Atibaia, no ano de 1765, podemos encontrar uma menção ao bairro em questão.
Depois de 20 anos residindo no bairro de Campo Largo, Rita de Cássia de Morais (filha do abastado burguês Francisco Lourenço Cintra) convence o seu marido, Lourenço Franco da Rocha, a desmembrar parte de sua propriedade em detrimento da construção da ermida de Nossa Senhora do Carmo do Campo Largo, no dia 7 de janeiro de 1807. Devido à doação das terras, Lourenço Franco da Rocha e Rita de Cássia de Morais são considerados os fundadores oficiais do município de Jarinu.
No dia 12 de outubro de 1830, o povoado em torno da ermida de Nossa Senhora do Carmo do Campo Largo, que até então contava com 1.398 almas (habitantes) e 257 fogos (habitações), é elevado à categoria de Capela Curada por força do Bispado de São Paulo. Sob a administração do primeiro vigário, o capelão curado Estanislao José Soares, a antiga igreja construída através das técnicas de taipa começa a ganhar características arquitetônicas das igrejas paulistas do estilo Rococó (estilo de transição entre o Barroco e o Neoclássico, que conserva até hoje).
Em 1842, a capela curada de Nossa Senhora do Carmo do Campo Largo passa à categoria de Freguesia através da Lei n.º 3, de 5 de fevereiro.
Em 1844, a freguesia de Nossa Senhora do Carmo do Campo Largo passa a pertencer por força da Lei Provincial n.º 251, de 15 de março, à administração da vila de Jundiaí; incorporação de brevíssima duração. A mudança ocorreu devido a Revolução Liberal de 1842, da qual o líder do Partido Liberal e presidente da Câmara Municipal da vila de São João Batista de Atibaia, o alferes José Jacinto de Araújo Cintra, declara apoio ao presidente aclamado Rafael Tobias de Aguiar e a nova capital provisória da Província de São Paulo, levando os súditos atibaianos - consequentemente os súditos campolarguenses - para a guerra contra as forças imperiais do barão de Caxias. A partir de 1846, com a anistia concedida aos envolvidos, por meio da Lei Provincial n.º 282, de 19 de fevereiro, a freguesia de Nossa Senhora do Carmo do Campo Largo volta a pertencer à administração da vila de São João Batista de Atibaia.
De acordo com os números levantados durante a pesquisa para o projeto Jarinu tem Memória, o censo demográfico da freguesia de Nossa Senhora do Carmo do Campo Largo no ano de 1876, era de 1.532 habitantes, dos quais 158 eram escravizados. A título de comparação, o censo demográfico de 1872 do município de São João Batista de Atibaia, registrava o número de 5.080 habitantes livres e 1.066 escravizados.
Através de pesquisas realizadas na Europa em meados de 1878-1885, o Dr. Antônio de Queirós Telles, futuro Conde do Parnaíba, identifica no camponês italiano do norte da Itália, o elemento humano para colonizar as terras agrícolas do interior do Estado Estado de São Paulo; os seus estudos estavam enraizados nos pensamentos de Joseph Arthur de Gobineau, autor do livro Ensaio sobre a desigualdade das raças humanas. Os primeiros imigrantes italianos chegaram no distrito de paz de Campo Largo (Jarinu), por volta do ano de 1890, muitos sob a tutela da Sociedade Promotora da Imigração. Entre as primeiras famílias italianas no distrito de paz estão:  os Beasin, os Bego, os Bernucci, os Bonança, os Bulgarelli, os Brollo, os Candeu, os Casarim, os Cavallaro, os Censi, os Comim, os Contesini, os Doratioto, os Farinelli, os Ferrara, os Ferrarezi, os Formosinho, os Gastaldi, os Lorencini, os Manara, os Marani, os Marim, os Malerba, os Meneghim, os Musselli, os Parise, os Pauletto, os Paulini, os Perini, os Perobelli, os Rosa, os Salessi, os Scarelli, os Soranz, os Spinassi, os Squizatto, os Tafarello, os Tofanin, os Uvinha, os Vincenzi, os Zambotto e os Zanoni; mas de acordo com Angelo Zani no livro Travessias memórias do povoamento e da imigração de uma cidade paulista: Jarinu, "um total de 50 famílias de imigrantes italianos contribuiu para a formação do universo populacional de Jarinu".

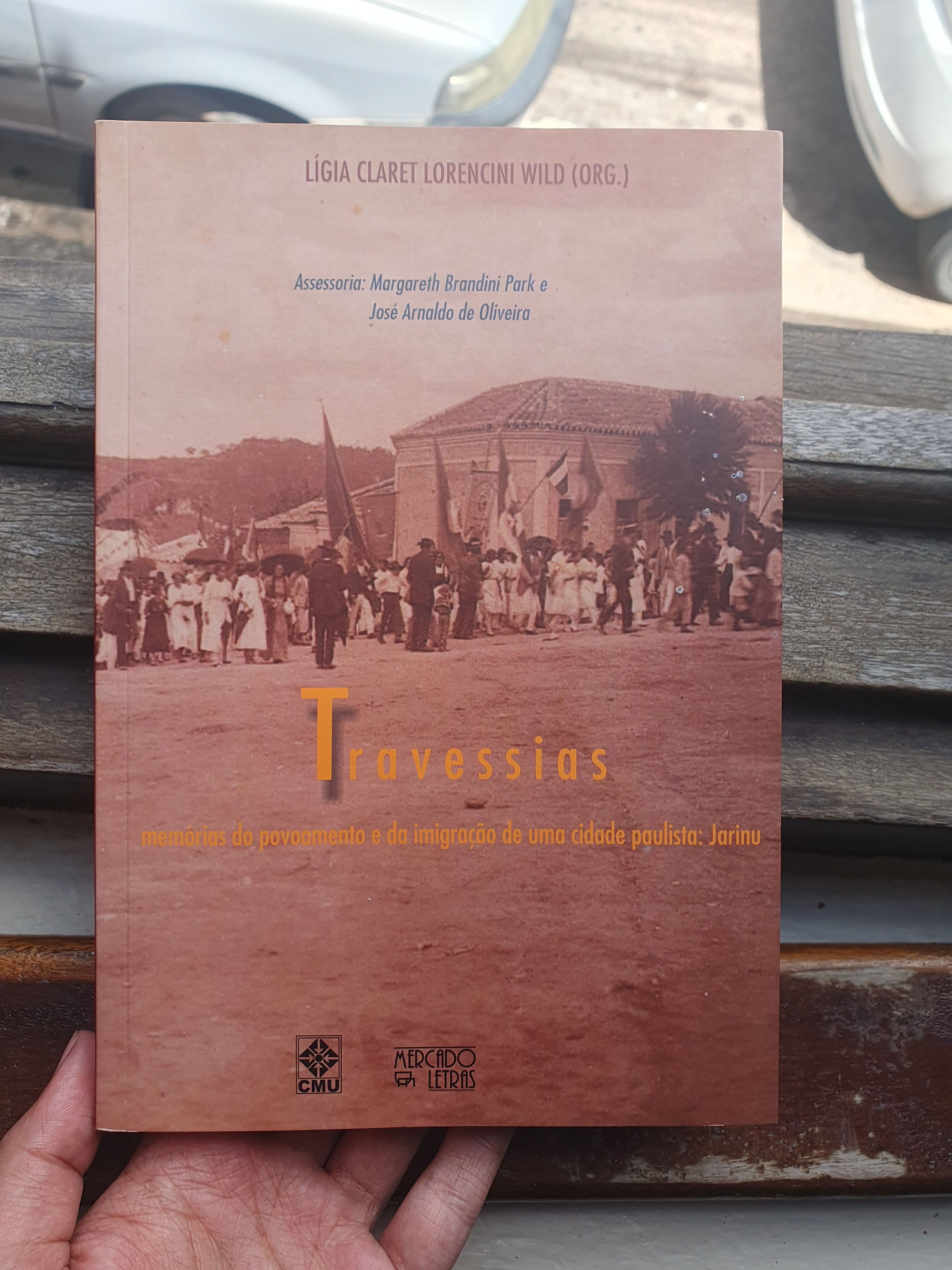
Livro Travessias memórias do povoamento e da imigração de uma cidade paulista: Jarinu

Em 1895, o coronel-comandante da Guarda Nacional do município de São João Batista de Atibaia, José Ignácio da Silveira, provocou críticas na imprensa paulista ao encaminhar o primeiro projeto de emancipação política-administrativa do distrito de paz de Campo Largo. A apresentação oficial ficou a cargo dos Deputados Estaduais José Cardoso de Almeida (PRP) e José da Costa Rangel Júnior (PRP), mas foi rejeitada pelo Congresso do Estado de São Paulo depois de averiguar as demandas políticas da Câmara Municipal de Atibaia.
Por meio da Lei Estadual n.º 1.257, de 29 de setembro de 1911, o distrito de paz de Campo Largo passa a ser denominado como distrito de paz de Jarinu. A mudança de nome ocorreu devido à confusões e extravios de correspondência para outras localidades, que também eram conhecidas como Campo Largo no Estado de São Paulo. Ao propor o nome Jarinu, uma tradução literária foi utilizada para transcrever a expressão Campo Largo para a língua guarani, através do dicionário de Montoya, um padre espanhol do século XVII. 
Em 1929, o fazendeiro italiano Aurélio Bulgarelli registrou a maior colheita de café da região, 60 mil pés de café, ou aproximadamente 150 toneladas do grão.
A partir de agosto de 1948, com o aumento da receita e da população, o distrito de Jarinu ficaria conhecido como município de Jarinu. Um plebiscito, em outubro, endossa a mudança que é finalmente decretada em 24 de dezembro de 1948. No dia 17 de abril de 1949, o município de Jarinu ganha sua emancipação política-administrativa, desprendendo-se em definitivo do município de Atibaia.

## Demografia
Dados de 2008
População total: 21.342
- População (Censo 2008) 21.342 Habitantes
- Densidade Demográfica (Censo 2008) 102,77 Habitantes/km²
- Crescimento Anual da População 2,91% ao ano (2000-2008)
- População Urbana Censo 2000 64,45%
- População Rural Censo 2000 35,55%
- População com Menos de 15 Anos (Censo 2008) 23,85%
- População com 60 Anos e mais (Censo 2008)9,37%
- Razão de sexos(Censo 2008) 105,07 homens para 100 mulheres

Mortalidade infantil até 1 ano (por mil): 24,32
Expectativa de vida (anos): 72,25
Taxa de fecundidade (filhos por mulher): 2,37
Taxa de alfabetização: 91,22%
Índice de Desenvolvimento Humano (IDH-M): 0,789
- IDH-M Renda: 0,732
- IDH-M Longevidade: 0,704
- IDH-M Educação: 0,842

(Fonte: IPEADATA)

## Geografia

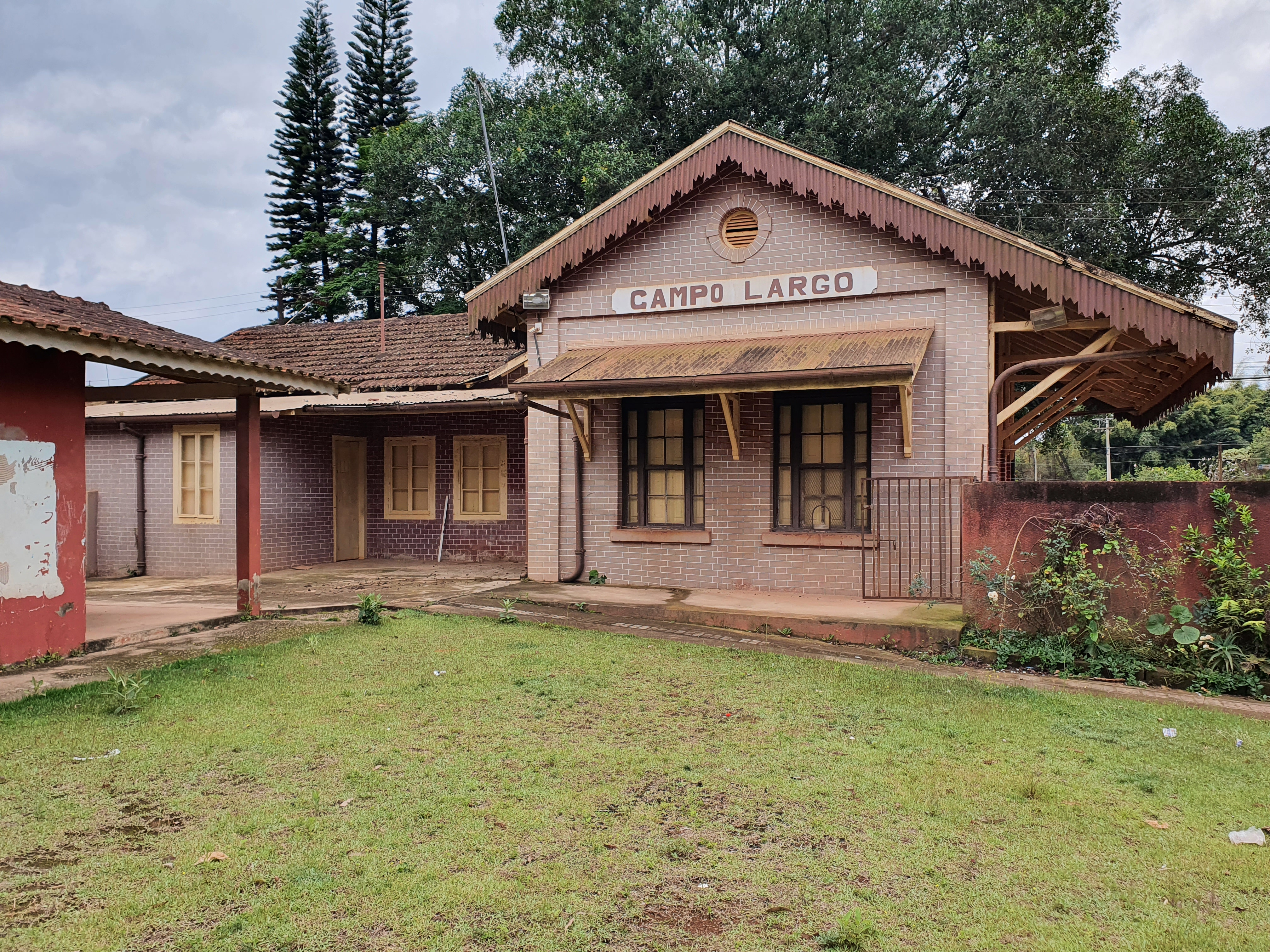
Antiga Estação Ferroviária de Campo Largo

Localiza-se numa região com vales e montanhas, rios e lagos que permanecem como nos tempos de sua fundação, há quase 200 anos, mesmo com o grande crescimento da infraestrutura do município.

### Localização
- São Paulo (Capital) - 76 km
- Campinas - 60 km
- Santos - 150 km
- Jundiaí - 23 km
- Atibaia - 23 km
- Campo Limpo Paulista - 12 km
- Várzea Paulista - 15 km
- Itatiba - 30 km
- Jacareí - 104 km

### Clima

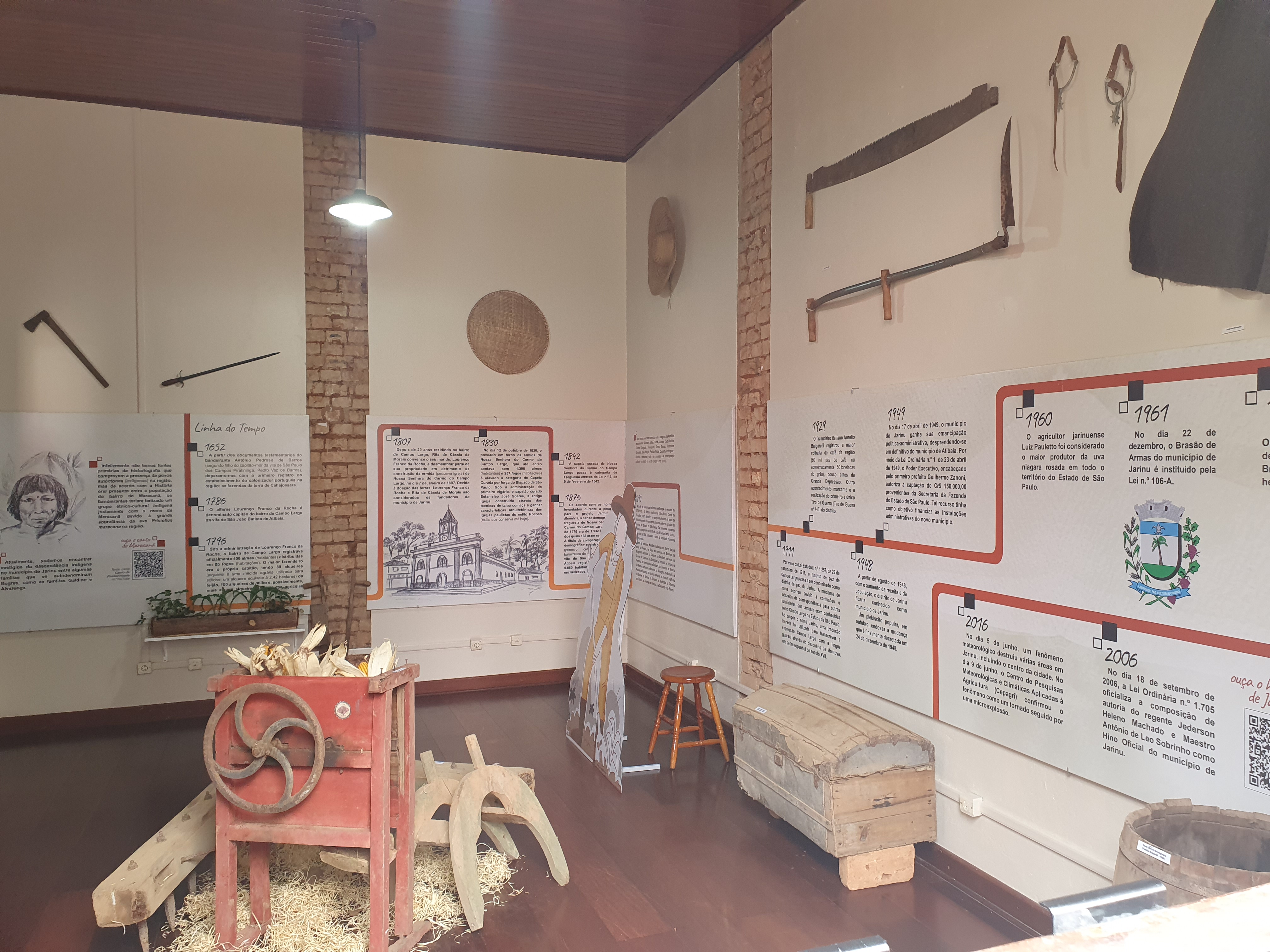
Centro Histórico Cultural Divanir Vitório Contesini - Sala da Memória Edgard Máximo Zambotto

Clima tropical de altitude tipo Cwb segundo a classificação internacional de Köppen, para o clima do município (Com invernos frios e secos e verões amenos e chuvosos com média máxima no verão menor ou igual a 22 °C). O clima tropical de altitude é semelhante ao subtropical, porém, ele predomina acima do Trópico de Capricórnio e tem verões mais amenos e mais chuvosos, como ocorre no município.

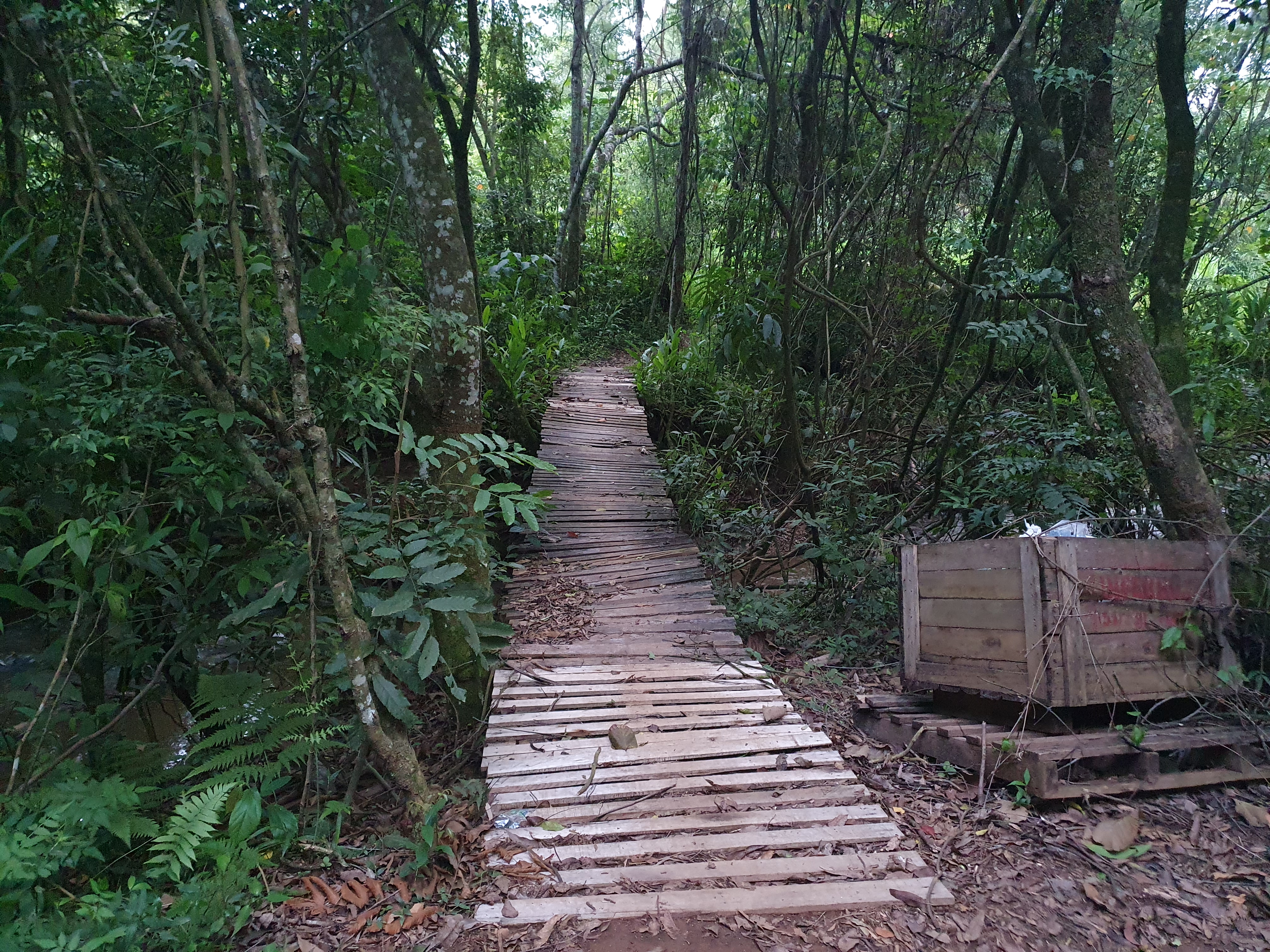
Parque Municipal Orestes Lorencini

A média anual de Jarinu, gira em torno dos 19 °C; no inverno a média é de 10 °C, e no verão é de 25 °C.
| Gráfico climático para Jarinu                                 | Gráfico climático para Jarinu | Gráfico climático para Jarinu | Gráfico climático para Jarinu | Gráfico climático para Jarinu | Gráfico climático para Jarinu | Gráfico climático para Jarinu | Gráfico climático para Jarinu | Gráfico climático para Jarinu | Gráfico climático para Jarinu | Gráfico climático para Jarinu | Gráfico climático para Jarinu |
| ------------------------------------------------------------- | ----------------------------- | ----------------------------- | ----------------------------- | ----------------------------- | ----------------------------- | ----------------------------- | ----------------------------- | ----------------------------- | ----------------------------- | ----------------------------- | ----------------------------- |
| J                                                             | F                             | M                             | A                             | M                             | J                             | J                             | A                             | S                             | O                             | N                             | D                             |
| 239 27 17                                                     | 222 27 18                     | 151 27 17                     | 65 25 15                      | 44 23 13                      | 43 22 11                      | 27 21 10                      | 32 23 12                      | 63 24 13                      | 132 24 14                     | 142 25 16                     | 205 26 17                     |
| Temperaturas em °C • Precipitações em mmFonte: Canal do Tempo |                               |                               |                               |                               |                               |                               |                               |                               |                               |                               |                               |

## Infraestrutura

### Comunicações
O sistema de telefones automáticos foi inaugurado na cidade em 1975 pela Telecomunicações de São Paulo (TELESP), que também implantou o sistema de discagem direta à distância (DDD) em 1982 com o código de área (011).

### Transportes
O município conta com um sistema de transporte municipal interligando o centro aos demais bairros urbanos e rurais, operado pela Rápido Fênix Viação.

#### Transporte intermunicipal
- Rápido Fênix Viação - Suburbano (circular): Itatiba
- Viação Atibaia São Paulo - Suburbano (circular): Atibaia, Campo Limpo Paulista, Jundiaí. Convencional: Atibaia, Jundiaí.
- Rápido Luxo Campinas - Convencional: São Paulo (cidade).

## Administração
- Lista de prefeitos de Jarinu

Hoje a cidade é administrada pela prefeita Débora Prado, vencedora em eleição histórica com 9.595 votos, recorde de votos na cidade.

## Economia
Jarinu faz parte do Polo Turístico do Circuito das Frutas juntamente com mais oito municípios: Indaiatuba, Itatiba, Itupeva, Jundiaí, Louveira, Morungaba, Valinhos e Vinhedo.
Na cidade, encontra-se a fábrica de automóveis fora de série Chamonix, que produz réplicas de modelos antigos da marca alemã Porsche.
Produção: morangos, poncãs, laranjas, pêssegos, ameixas e uvas, além de vinho e cachaça artesanais.

## Religião
O Cristianismo se faz presente na cidade da seguinte forma:

### Igreja Católica
- A igreja faz parte da Diocese de Bragança Paulista.[12]

### Igrejas Evangélicas
- Assembleia de Deus Ministério do Belém.[13][14]
- Congregação Cristã no Brasil.[15]